# Anucis
Anucis (nom egipcià: ˁnq.t Anuqet; nom grec: Ανούκις Anūkis) era l'antiga deessa egípcia de les cascades del Nil i de la Baixa Núbia en general. Se l'adorava especialment a Elefantina, propera a la Primera Cascada.
| a · n | q · t | B1 |

| a · n | q · t | B1 |

## Etimologia

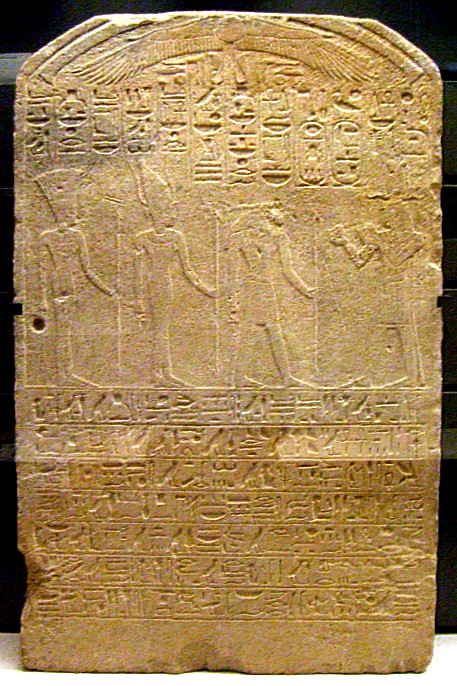
Estela d'Amenhotep II que apareix com a ofrena davant els déus d'Elefantina. Trobada a Amara (Núbia) - XVIII dinastia egípcia - Museu del Louvre.

En egipci antic, era coneguda com a Anuket, Anaka, o Anqet. El seu nom significa «la que subjecta» o «la que abraça». En grec, això es va convertir en Anucis, de vegades també escrit Anukis. En la Interpretatio graeca, es considerava l'equivalent a Hèstia o Vesta.

## Representacions
Anucis es representava generalment com a una dona amb un tocat de plomes de canya o d'estruç. Generalment, se la representava sostenint un ceptre rematat amb un ankh, i el seu animal sagrat era la gasela. També se la mostrava alletant el faraó durant l'Imperi Nou i es va convertir en una deessa de la luxúria a mesura que va anar passant el temps. En períodes posteriors, es va associar amb el cauris, especialment la seva closca, que s'assembla a una vagina.

## Història i rols
Originalment, era filla de Ra, tot i que sempre, d'alguna manera, va estar relacionada amb Satet. Per exemple, ambdues deesses eren anomenades «Ull de Ra», juntament amb Bastet, Hathor i Sekhmet. A més, totes dues estaven relacionades amb l'Ureu.

## Adoració

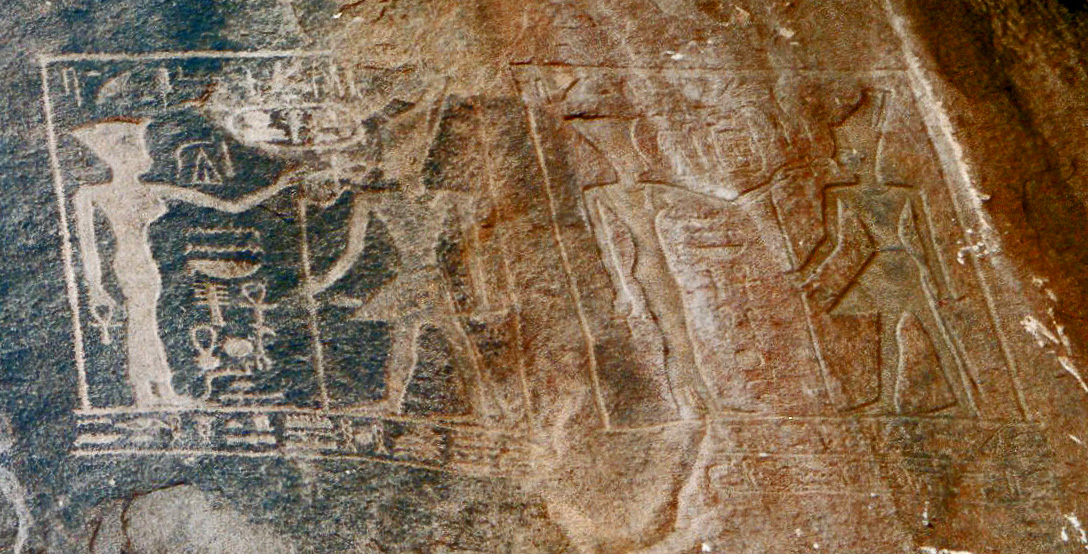
Relleus de Senusret III i Neferhotep I fent ofrenes a Anucis a Seheil.

Anucis va formar part d'una tríada amb el déu Khnum i la deessa Satis. Potser se la considerava germana de la deessa Satis o podria haver estat considerada una consort menor de Khnum.
A l'illa de Seheil es va erigir un temple dedicat a Anucis. Les inscripcions mostren que el faraó Sobekhotep III de la dinastia XIII li va dedicar un santuari o altar en aquest lloc. Molt més tard, durant la dinastia XVIII, Amenhotep II va dedicar-hi una capella a la deessa.[6]
Durant l'Imperi Nou, el culte d'Anucis a Elefantina incloïa una processó fluvial de la deessa durant el primer mes de Xemu. Les inscripcions esmenten la festa processional de Khnum i Anucis durant aquest període.
Cerimonialment, quan el Nil començava la seva crescuda anual, començava la Festivitat d'Anucis. La gent llançava monedes, or, joies i regals preciosos al riu, en agraïment a la deessa per l'aigua que donava la vida i els beneficis derivats de la riquesa que proporciona la fertilitat. Durant aquest període s'anul·lava el tabú que existia a diverses parts d'Egipte en contra de menjar certs peixos que es consideraven sagrats, cosa que suggereix que una espècie de peix del Nil en concret devia ser un tòtem d'Anucis i que es consumien com a part del ritual de la seva festa religiosa.